# Mieczyk

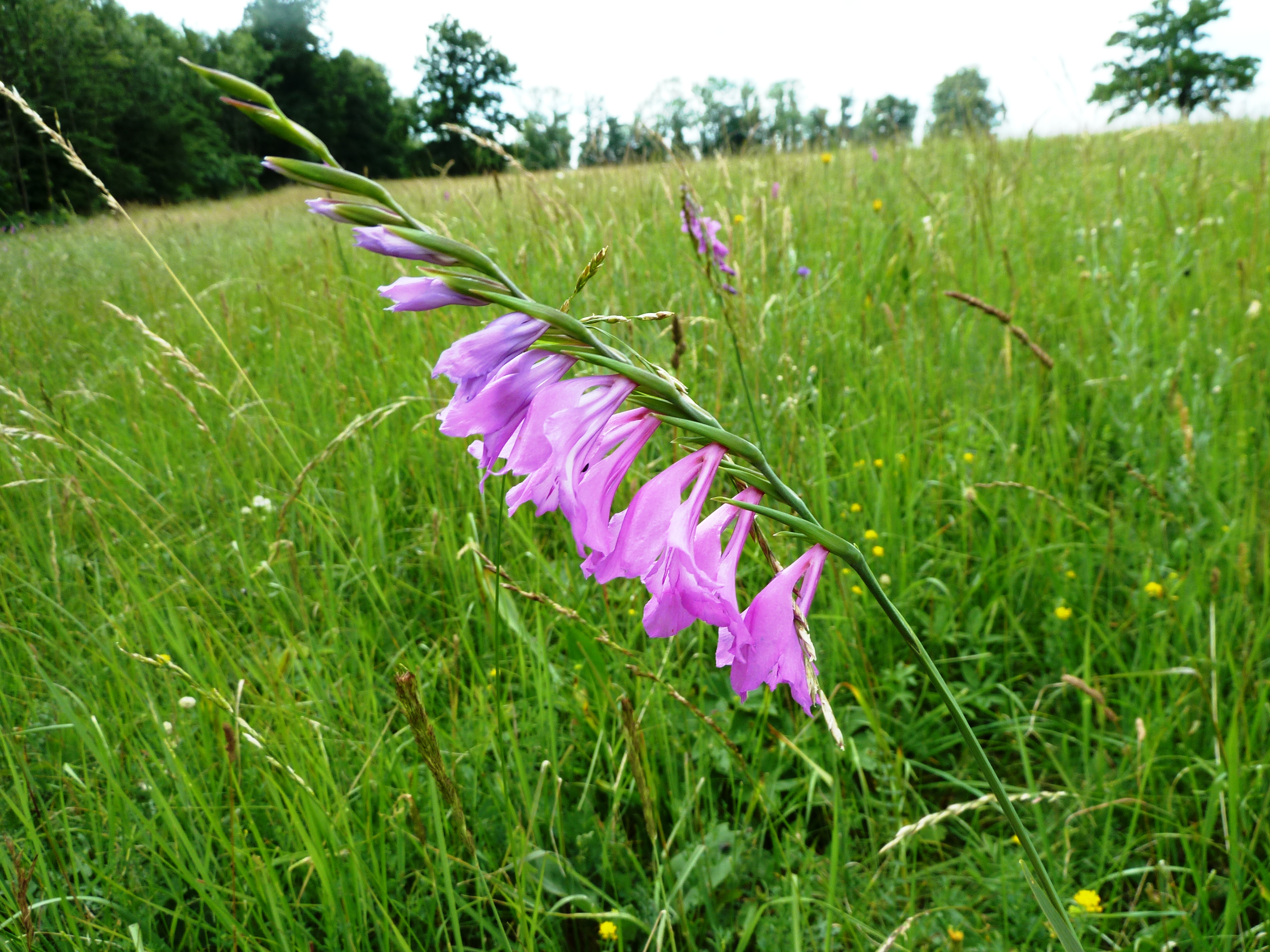
Mieczyk dachówkowaty

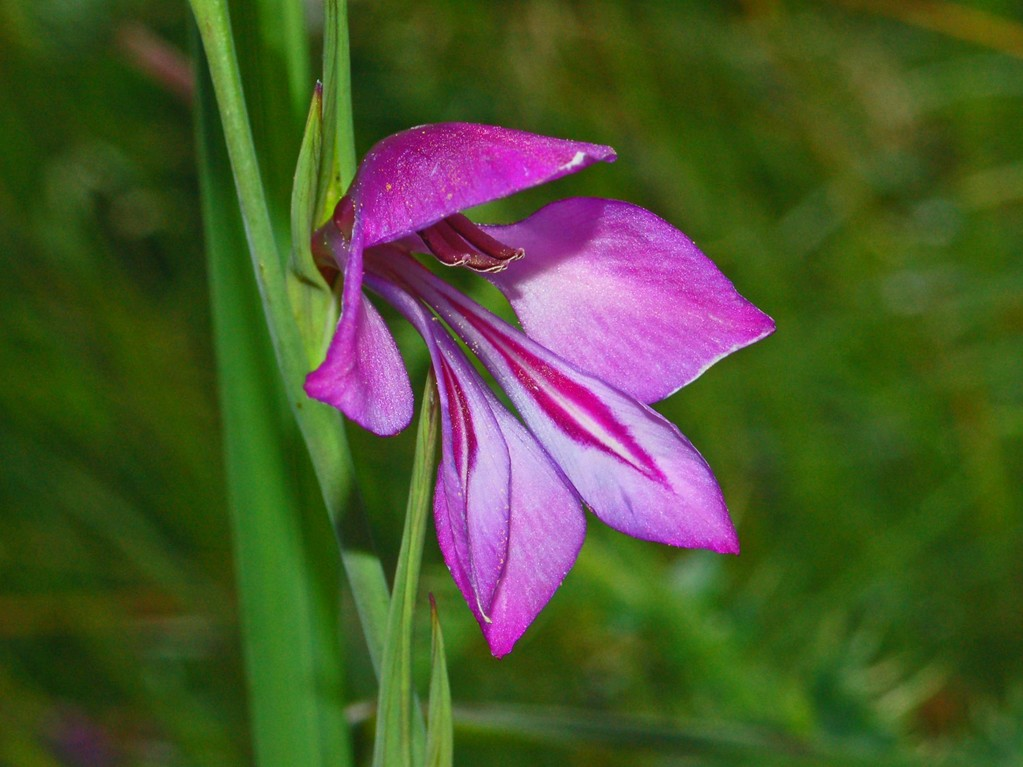
Kwiat mieczyka błotnego

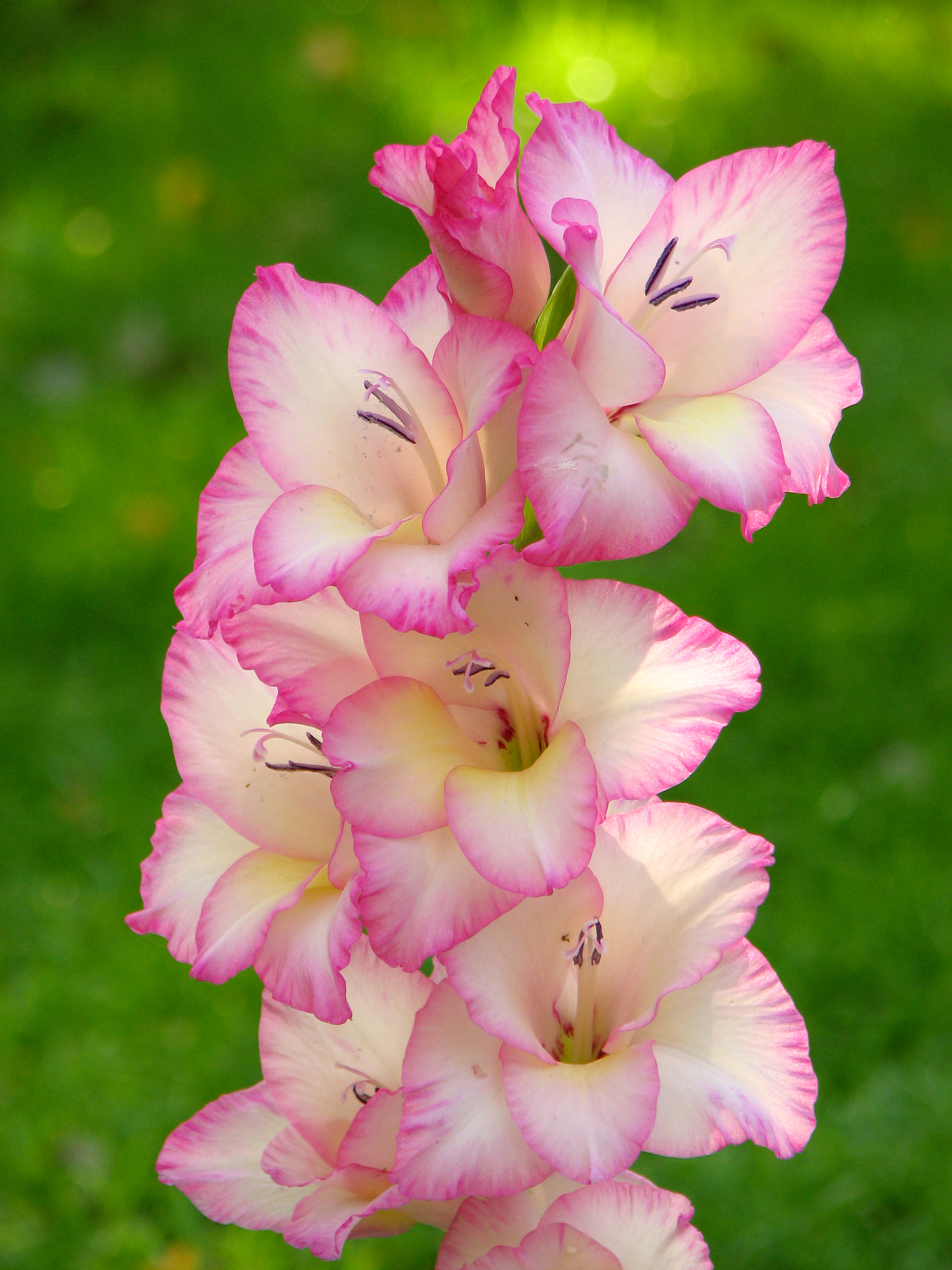
Odmiana 'Priscilla'

Mieczyk, gladiola (Gladiolus L.) – rodzaj roślin należący do rodziny kosaćcowatych. Należy do niego co najmniej 285 gatunków. Występują one w Europie (z wyjątkiem północnej części), w zachodniej Azji i w Afryce. Najbardziej zróżnicowany jest w południowej Afryce, gdzie rośnie co najmniej 168 gatunków. Na Madagaskarze jest 8, w górach równikowej Afryki – 84 gatunki. W Europie rośnie 6 gatunków, z czego dwa w Polsce: mieczyk błotny Gladiolus palustris i dachówkowaty G. imbricatus.
Nazwa pochodzi z łacińskiego gladius – miecz.
W wielu gatunkach stwierdzono występowanie substancji aktywnych biologicznie, w tym o działaniu przeciwdepresyjnym (w G. dalenii). Wiele gatunków ma jadalne bulwy. Najważniejsze znaczenie ekonomiczne mają jako rośliny ozdobne, uprawiane w ogrodach i na kwiaty cięte. Wyhodowano dziesiątki tysięcy odmian ozdobnych, zwykle mieszańcowego i bardzo złożonego pochodzenia. Uprawne mieczyki o złożonym, mieszańcowym pochodzeniu zwane są mieczykiem ogrodowym G. ×hybridus hort. lub G. ×hortulanus.

## Morfologia
ŁodygaNierozgałęziona, zgrubiała u nasady.
LiścieMieczowate.
KwiatyNiezróżnicowany okwiat dwubocznie symetryczny składający się z 6 owalnych działek.
Część podziemnaŁodyga tworzy bulwę okrytą suchymi łuskami.

## Systematyka

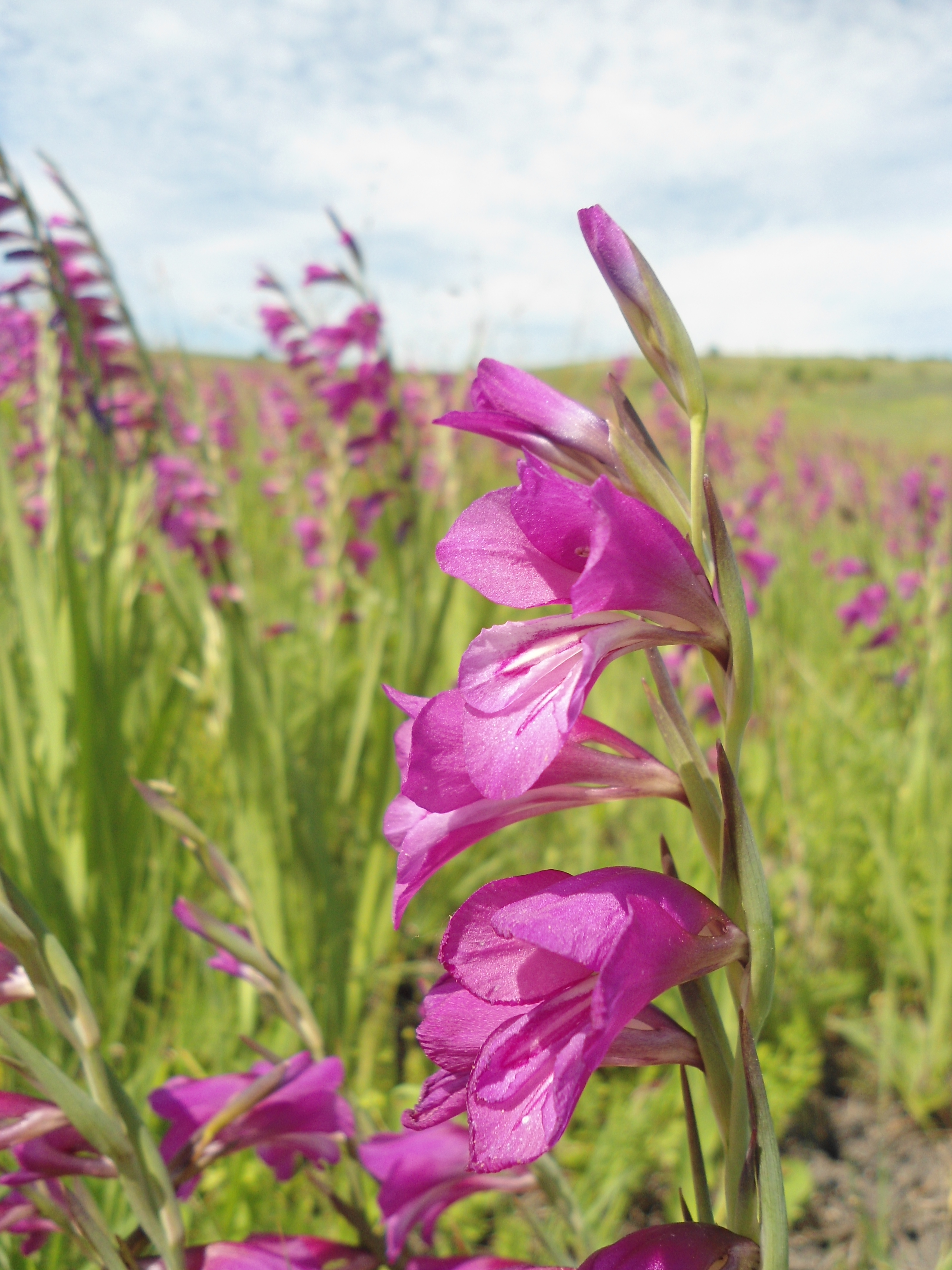
Mieczyk pospolity

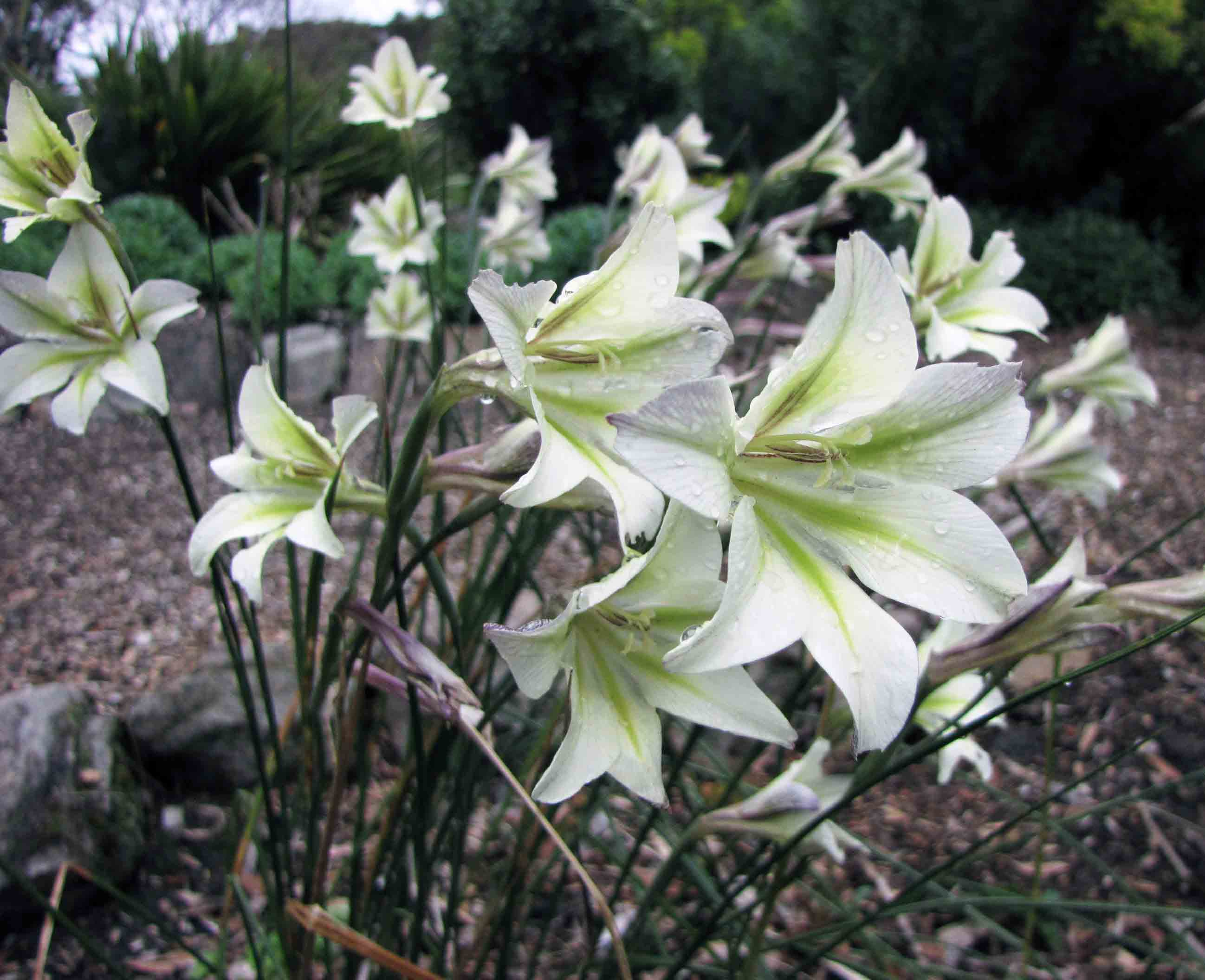
Gladiolus tristis

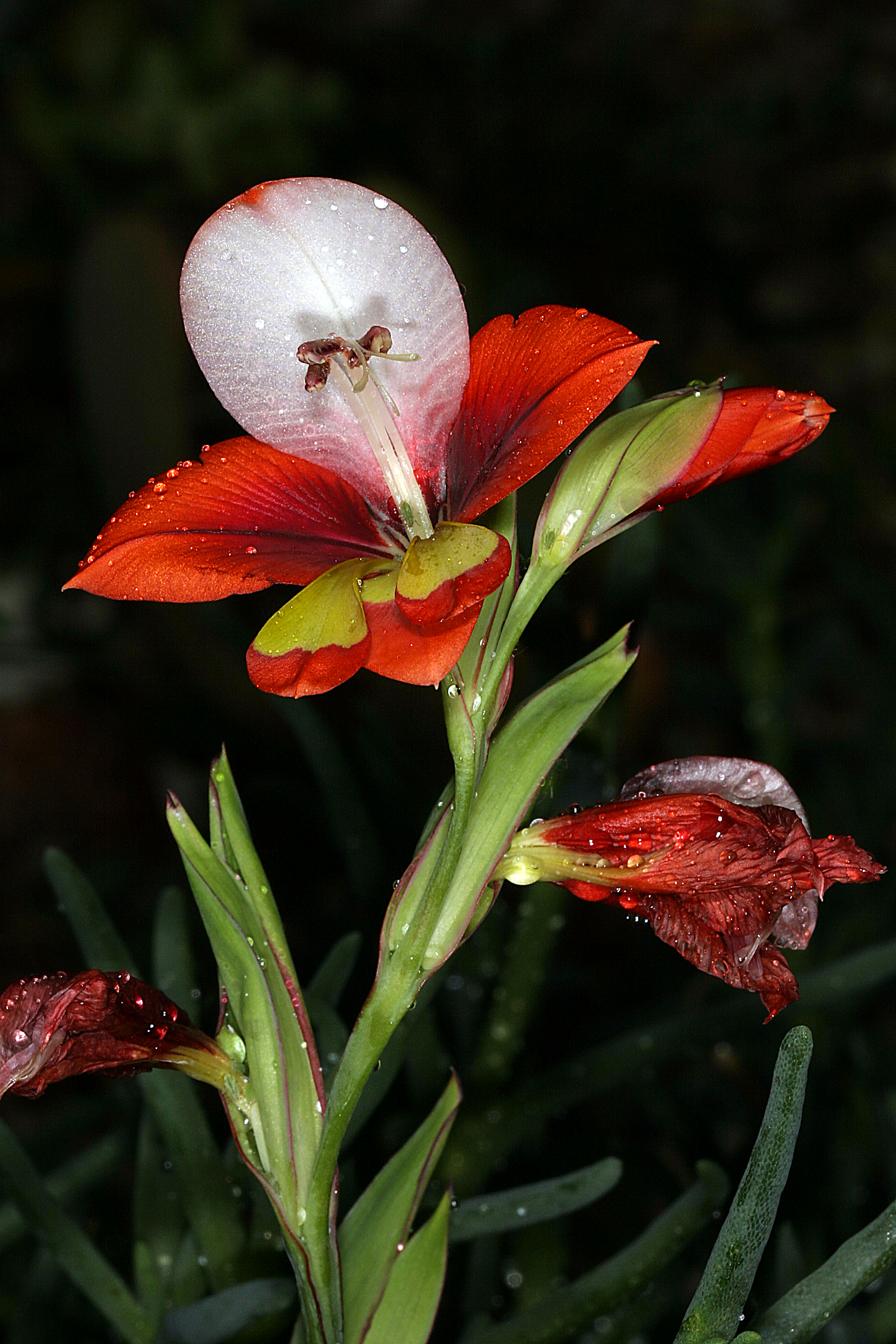
Gladiolus equitans

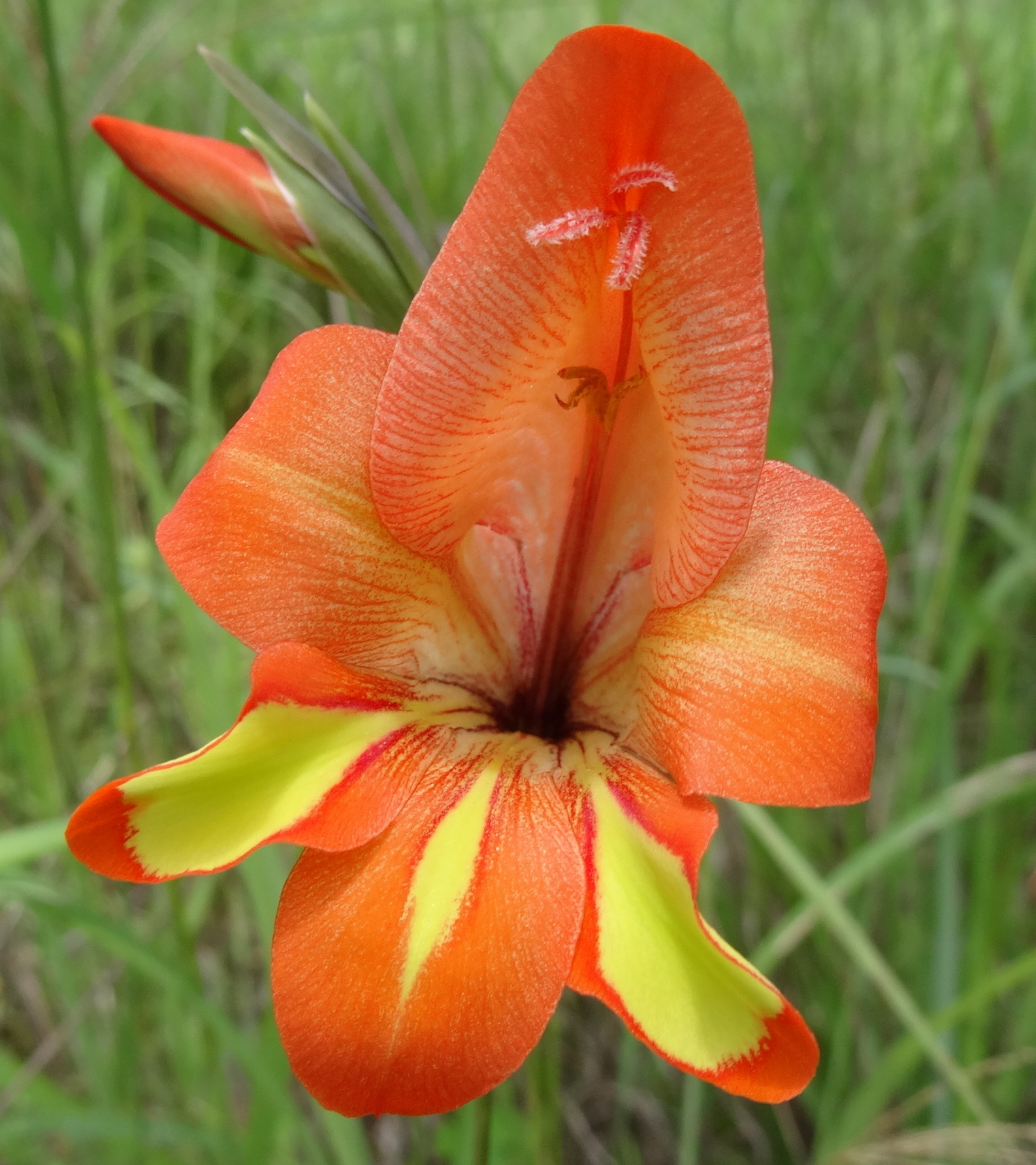
Gladiolus decoratus

Pozycja systematyczna według Angiosperm Phylogeny Website (aktualizowany system APG IV z 2016)
Jeden z rodzajów podrodziny Crocoideae G. T. Burnett w obrębie kosaćcowatych (Iridaceae) należących do rzędu szparagowców (Asparagales) w obrębie jednoliściennych.
Pozycja rodzaju w systemie Reveala (1993-1999)
Gromada okrytonasienne (Magnoliophyta Cronquist), podgromada Magnoliophytina Frohne & U. Jensen ex Reveal, klasa jednoliścienne (Liliopsida Brongn.), podklasa liliowe (Liliidae J.H. Schaffn.), nadrząd Lilianae Takht., rząd kosaćcowce (Iridales Raf.), podrząd Iridineae Engl., rodzina kosaćcowate (Iridaceae Juss.), podrodzina Gladioloideae Klatt, plemię Gladioleae Dumort., rodzaj mieczyk (Gladiolus L.).
Wykaz gatunków
- Gladiolus abbreviatus Andrews
- Gladiolus abyssinicus (Brongn. ex Lem.) B.D.Jacks.
- Gladiolus actinomorphanthus P.A.Duvign. & Van Bockstal
- Gladiolus acuminatus F.Bolus
- Gladiolus aequinoctialis Herb.
- Gladiolus alatus L.
- Gladiolus albens Goldblatt & J.C.Manning
- Gladiolus amplifolius Goldblatt
- Gladiolus anatolicus (Boiss.) Stapf
- Gladiolus andringitrae Goldblatt
- Gladiolus angustus L.
- Gladiolus antakiensis A.P.Ham.
- Gladiolus antandroyi Goldblatt
- Gladiolus appendiculatus G.J.Lewis
- Gladiolus aquamontanus Goldblatt
- Gladiolus arcuatus Klatt
- Gladiolus atropictus Goldblatt & J.C.Manning
- Gladiolus atropurpureus Baker
- Gladiolus atroviolaceus Boiss.
- Gladiolus attilae Kit Tan, B.Mathew & A.Baytop
- Gladiolus aurantiacus Klatt
- Gladiolus aureus Baker
- Gladiolus balensis Goldblatt
- Gladiolus baumii Harms
- Gladiolus bellus C.H.Wright
- Gladiolus benguellensis Baker
- Gladiolus bilineatus G.J.Lewis
- Gladiolus blommesteinii L.Bolus
- Gladiolus bojeri (Baker) Goldblatt
- Gladiolus bonaespei Goldblatt & M.P.de Vos
- Gladiolus boranensis Goldblatt
- Gladiolus brachyphyllus F.Bolus
- Gladiolus brevifolius Jacq.
- Gladiolus brevitubus G.J.Lewis
- Gladiolus buckerveldii (L.Bolus) Goldblatt
- Gladiolus bullatus Thunb. ex G.J.Lewis
- Gladiolus × byzantinus Mill.
- Gladiolus caeruleus Goldblatt & J.C.Manning
- Gladiolus calcaratus G.J.Lewis
- Gladiolus calcicola Goldblatt
- Gladiolus canaliculatus Goldblatt
- Gladiolus candidus (Rendle) Goldblatt
- Gladiolus cardinalis Curtis
- Gladiolus carinatus Aiton
- Gladiolus carmineus C.H.Wright
- Gladiolus carneus D.Delaroche
- Gladiolus caryophyllaceus (Burm.f.) Poir.
- Gladiolus cataractarum Oberm.
- Gladiolus caucasicus Herb.
- Gladiolus ceresianus L.Bolus
- Gladiolus chelamontanus Goldblatt
- Gladiolus chevalierianus Marais
- Gladiolus clivorum Goldblatt & J.C.Manning
- Gladiolus communis L. – mieczyk pospolity
- Gladiolus comptonii G.J.Lewis
- Gladiolus crassifolius Baker
- Gladiolus crispulatus L.Bolus
- Gladiolus cruentus T.Moore
- Gladiolus cunonius (L.) Gaertn.
- Gladiolus curtifolius Marais
- Gladiolus curtilimbus P.A.Duvign. & Van Bockstal ex S.Córdova
- Gladiolus cylindraceus G.J.Lewis
- Gladiolus dalenii Van Geel
- Gladiolus davisoniae F.Bolus
- Gladiolus debeerstii De Wild.
- Gladiolus debilis Ker Gawl.
- Gladiolus decaryi Goldblatt
- Gladiolus decoratus Baker
- Gladiolus delpierrei Goldblatt
- Gladiolus densiflorus Baker
- Gladiolus deserticola Goldblatt
- Gladiolus dichrous (Bullock) Goldblatt
- Gladiolus diluvialis Goldblatt & J.C.Manning
- Gladiolus dolichosiphon Goldblatt & J.C.Manning
- Gladiolus dolomiticus Oberm.
- Gladiolus dubius Guss.
- Gladiolus dzavakheticus Eristavi
- Gladiolus ecklonii Lehm.
- Gladiolus elliotii Baker
- Gladiolus emiliae L.Bolus
- Gladiolus engysiphon G.J.Lewis
- Gladiolus equitans Thunb.
- Gladiolus erectiflorus Baker
- Gladiolus exalatus Goldblatt & Blittersd.
- Gladiolus exiguus G.J.Lewis
- Gladiolus exilis G.J.Lewis
- Gladiolus fenestratus Goldblatt
- Gladiolus ferrugineus Goldblatt & J.C.Manning
- Gladiolus filiformis Goldblatt & J.C.Manning
- Gladiolus flanaganii Baker
- Gladiolus flavoviridis Goldblatt
- Gladiolus floribundus Jacq.
- Gladiolus fourcadei (L.Bolus) Goldblatt & M.P.de Vos
- Gladiolus gallaecicus Pau ex J.-M.Tison & Girod
- Gladiolus geardii L.Bolus
- Gladiolus goldblattianus Geerinck
- Gladiolus gracilis Jacq.
- Gladiolus gracillimus Baker
- Gladiolus grandiflorus Andrews
- Gladiolus grantii Baker
- Gladiolus gregarius Welw. ex Baker
- Gladiolus griseus Goldblatt & J.C.Manning
- Gladiolus gueinzii Kunze
- Gladiolus gunnisii (Rendle) Marais
- Gladiolus guthriei F.Bolus
- Gladiolus hajastanicus Gabrieljan
- Gladiolus halophilus Boiss. & Heldr.
- Gladiolus harmsianus Vaupel
- Gladiolus hirsutus Jacq.
- Gladiolus hollandii L.Bolus
- Gladiolus horombensis Goldblatt
- Gladiolus huillensis (Welw. ex Baker) Goldblatt
- Gladiolus humilis Stapf
- Gladiolus huttonii (N.E.Br.) Goldblatt & M.P.de Vos
- Gladiolus hyalinus Jacq.
- Gladiolus illyricus W.D.J.Koch – mieczyk illyryjski
- Gladiolus imbricatus L. – mieczyk dachówkowaty
- Gladiolus inandensis Baker
- Gladiolus inarimensis Guss.
- Gladiolus inflatus (Thunb.) Thunb.
- Gladiolus inflexus Goldblatt & J.C.Manning
- Gladiolus insolens Goldblatt & J.C.Manning
- Gladiolus intonsus Goldblatt
- Gladiolus invenustus G.J.Lewis
- Gladiolus involutus D.Delaroche
- Gladiolus iroensis (A.Chev.) Marais
- Gladiolus italicus Mill.
- Gladiolus jonquilodorus Eckl. ex G.J.Lewis
- Gladiolus juncifolius Goldblatt
- Gladiolus kamiesbergensis G.J.Lewis
- Gladiolus karooicus Goldblatt & J.C.Manning
- Gladiolus kotschyanus Boiss.
- Gladiolus lapeirousioides Goldblatt
- Gladiolus laxiflorus Baker
- Gladiolus ledoctei P.A.Duvign. & Van Bockstal
- Gladiolus leonensis Marais
- Gladiolus leptosiphon F.Bolus
- Gladiolus × lewisiae Oberm.
- Gladiolus liliaceus Houtt.
- Gladiolus linearifolius Vaupel
- Gladiolus lithicola Goldblatt
- Gladiolus longicollis Baker
- Gladiolus longispathaceus Cufod.
- Gladiolus loteniensis Hilliard & B.L.Burtt
- Gladiolus lundaensis Goldblatt
- Gladiolus luteus Lam.
- Gladiolus macneilii Oberm.
- Gladiolus maculatus Sweet
- Gladiolus magnificus (Harms) Goldblatt
- Gladiolus malvinus Goldblatt & J.C.Manning
- Gladiolus manikaensis Goldblatt
- Gladiolus mariae Burgt
- Gladiolus marlothii G.J.Lewis
- Gladiolus martleyi L.Bolus
- Gladiolus meliusculus (G.J.Lewis) Goldblatt & J.C.Manning
- Gladiolus melleri Baker
- Gladiolus menitskyi Gabrieljan
- Gladiolus mensensis (Schweinf.) Goldblatt
- Gladiolus meridionalis G.J.Lewis
- Gladiolus metallicola Goldblatt
- Gladiolus micranthus Stapf
- Gladiolus microcarpus G.J.Lewis
- Gladiolus microspicatus P.A.Duvign. & Van Bockstal ex S.Córdova
- Gladiolus miniatus Eckl.
- Gladiolus mirus Vaupel
- Gladiolus monticola Goldblatt & J.C.Manning
- Gladiolus mosambicensis Baker
- Gladiolus mostertiae L.Bolus
- Gladiolus muenzneri Vaupel
- Gladiolus murgusicus Mikheev
- Gladiolus murielae Kelway
- Gladiolus mutabilis G.J.Lewis
- Gladiolus negeliensis Goldblatt
- Gladiolus nerineoides G.J.Lewis
- Gladiolus nigromontanus Goldblatt
- Gladiolus nyasicus Goldblatt
- Gladiolus oatesii Rolfe
- Gladiolus ochroleucus Baker
- Gladiolus oliganthus Baker
- Gladiolus oligophlebius Baker
- Gladiolus oppositiflorus Herb.
- Gladiolus orchidiflorus Andrews
- Gladiolus oreocharis Schltr.
- Gladiolus ornatus Klatt
- Gladiolus osmaniyensis Sagiroglu
- Gladiolus overbergensis Goldblatt & M.P.de Vos
- Gladiolus palustris Gaudin – mieczyk błotny
- Gladiolus papilio Hook.f.
- Gladiolus pappei Baker
- Gladiolus pardalinus Goldblatt & J.C.Manning
- Gladiolus parvulus Schltr.
- Gladiolus patersoniae F.Bolus
- Gladiolus pauciflorus Baker ex Oliv.
- Gladiolus pavonia Goldblatt & J.C.Manning
- Gladiolus permeabilis D.Delaroche
- Gladiolus perrieri Goldblatt
- Gladiolus persicus Boiss.
- Gladiolus phoenix Goldblatt & J.C.Manning
- Gladiolus pole-evansii I.Verd.
- Gladiolus praecostatus Marais
- Gladiolus pretoriensis Kuntze
- Gladiolus priorii (N.E.Br.) Goldblatt & M.P.de Vos
- Gladiolus pritzelii Diels
- Gladiolus puberulus Vaupel
- Gladiolus pubiger G.J.Lewis
- Gladiolus pulcherrimus (G.J.Lewis) Goldblatt & J.C.Manning
- Gladiolus pungens P.A.Duvign. & Van Bockstal ex S.Córdova
- Gladiolus pusillus Goldblatt
- Gladiolus quadrangularis (Burm.f.) Aiton
- Gladiolus quadrangulus (D.Delaroche) Barnard
- Gladiolus recurvus L.
- Gladiolus reginae Goldblatt & J.C.Manning
- Gladiolus rehmannii Baker
- Gladiolus rhodanthus J.C.Manning & Goldblatt
- Gladiolus richardsiae Goldblatt
- Gladiolus robertsoniae F.Bolus
- Gladiolus robiliartianus P.A.Duvign.
- Gladiolus rogersii Baker
- Gladiolus roseolus Chiov.
- Gladiolus roseovenosus Goldblatt & J.C.Manning
- Gladiolus rubellus Goldblatt
- Gladiolus rudis Licht. ex Roem. & Schult.
- Gladiolus rufomarginatus G.J.Lewis
- Gladiolus rupicola Vaupel
- Gladiolus saccatus (Klatt) Goldblatt & M.P.de Vos
- Gladiolus salmoneicolor P.A.Duvign. & Van Bockstal ex S.Córdova
- Gladiolus salteri G.J.Lewis
- Gladiolus saundersii Hook.f.
- Gladiolus saxatilis Goldblatt & J.C.Manning
- Gladiolus scabridus Goldblatt & J.C.Manning
- Gladiolus schweinfurthii (Baker) Goldblatt & M.P.de Vos
- Gladiolus scullyi Baker
- Gladiolus sekukuniensis P.J.D.Winter
- Gladiolus sempervirens G.J.Lewis
- Gladiolus serapiiflorus Goldblatt
- Gladiolus serenjensis Goldblatt
- Gladiolus sericeovillosus Hook.f.
- Gladiolus serpenticola Goldblatt & J.C.Manning
- Gladiolus somalensis Goldblatt & Thulin
- Gladiolus speciosus Thunb.
- Gladiolus splendens (Sweet) Herb.
- Gladiolus stefaniae Oberm.
- Gladiolus stellatus G.J.Lewis
- Gladiolus stenolobus Goldblatt
- Gladiolus stenosiphon Goldblatt
- Gladiolus stokoei G.J.Lewis
- Gladiolus subcaeruleus G.J.Lewis
- Gladiolus sudanicus Goldblatt
- Gladiolus sufflavus (G.J.Lewis) Goldblatt & J.C.Manning
- Gladiolus sulculatus Goldblatt
- Gladiolus × sulistrovicus Kaminski, Szczep. & Cieslak
- Gladiolus symonsii F.Bolus
- Gladiolus szovitsii Grossh.
- Gladiolus taubertianus Schltr.
- Gladiolus tenuis M.Bieb.
- Gladiolus teretifolius Goldblatt & M.P.de Vos
- Gladiolus trichonemifolius Ker Gawl.
- Gladiolus triphyllus (Sm.) Ker Gawl.
- Gladiolus tristis L.
- Gladiolus tshombeanus P.A.Duvign. & Van Bockstal
- Gladiolus uitenhagensis Goldblatt & Vlok
- Gladiolus undulatus L.
- Gladiolus unguiculatus Baker
- Gladiolus usambarensis Marais ex Goldblatt
- Gladiolus uysiae L.Bolus ex G.J.Lewis
- Gladiolus vaginatus F.Bolus
- Gladiolus vandermerwei (L.Bolus) Goldblatt & M.P.de Vos
- Gladiolus variegatus (G.J.Lewis) Goldblatt & J.C.Manning
- Gladiolus varius F.Bolus
- Gladiolus velutinus De Wild.
- Gladiolus venustus G.J.Lewis
- Gladiolus verdickii De Wild. & T.Durand
- Gladiolus vernus Oberm.
- Gladiolus vexillare Martelli
- Gladiolus vigilans Barnard
- Gladiolus vinosomaculatus Kies
- Gladiolus violaceolineatus G.J.Lewis
- Gladiolus virescens Thunb.
- Gladiolus virgatus Goldblatt & J.C.Manning
- Gladiolus virgineus Goldblatt & J.C.Manning
- Gladiolus viridiflorus G.J.Lewis
- Gladiolus watermeyeri L.Bolus
- Gladiolus watsonioides Baker
- Gladiolus watsonius Thunb.
- Gladiolus wilsonii (Baker) Goldblatt & J.C.Manning
- Gladiolus woodii Baker
- Gladiolus zambesiacus Baker
- Gladiolus zimbabweensis Goldblatt